# Dolomedes albineus
Espèce
Synonymes
- Lycosa tarentula suspecta Walckenaer, 1837
- Micrommata pinicola Hentz, 1850
- Teippus lamprus Chamberlin, 1924

Dolomedes albineus est une espèce d'araignées aranéomorphes de la famille des Dolomedidae.

## Distribution
Cette espèce est endémique des États-Unis. Elle est présente dans l'Est et le Centre du pays avec une distribution dans le Sud-Est depuis la Virginie jusqu'au Missouri et vers le Sud jusqu'au Texas et la Floride et est également présente dans le bassin du fleuve Mississipi jusque dans le sud de l'Illinois. Elle se rencontre au Texas, en Louisiane, en Arkansas, au Missouri, au Kentucky, au Tennessee, au Mississippi, en Alabama, en Floride, en Géorgie, en Caroline du Sud, en Caroline du Nord, en Virginie, en Ohio, en Indiana et en Illinois.

## Habitat
Dolomedes albineus est une grande araignée pêcheuse semi-aquatique qui vit dans les zones humides.

## Description

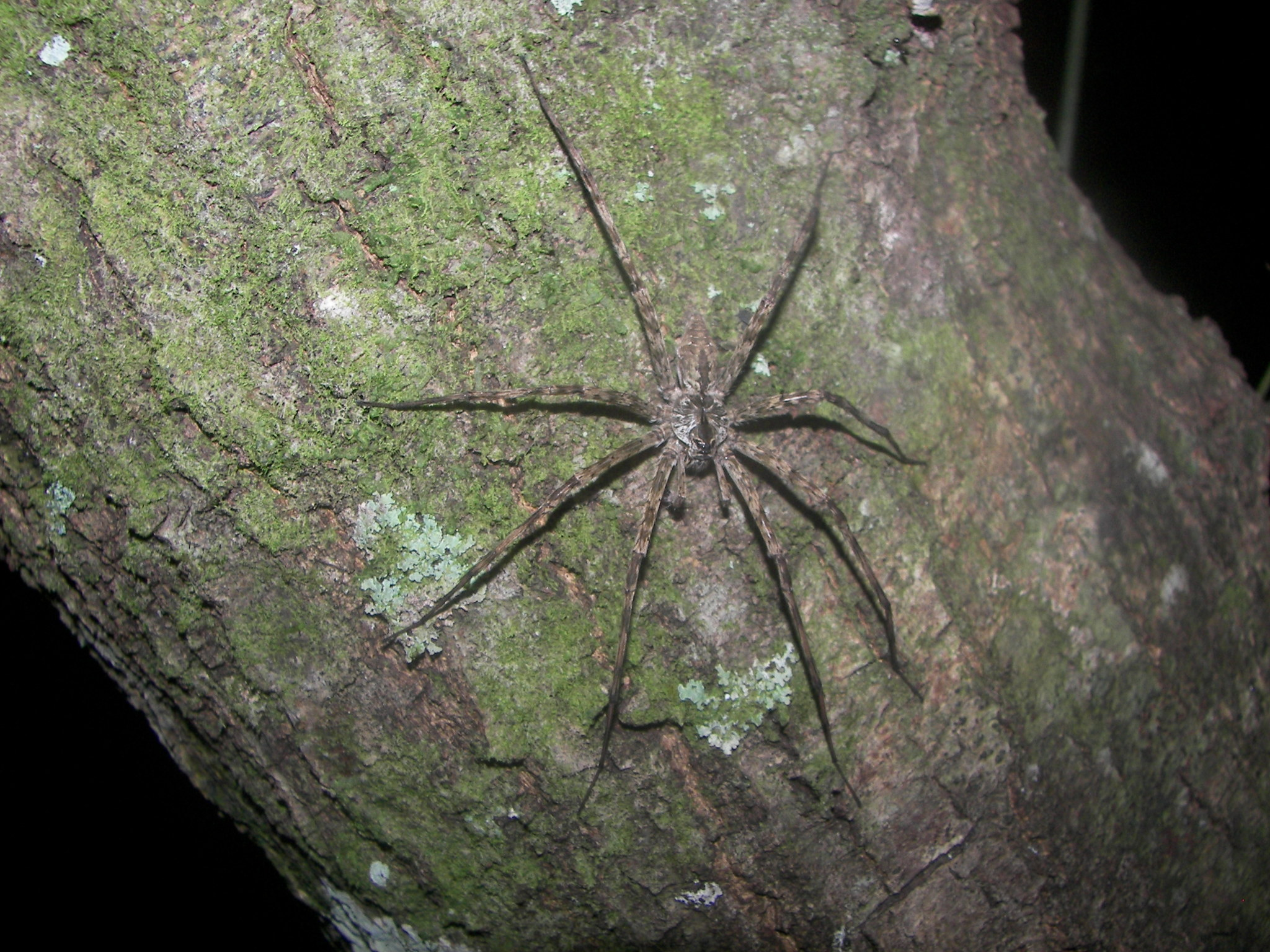
Dolomedes albineus

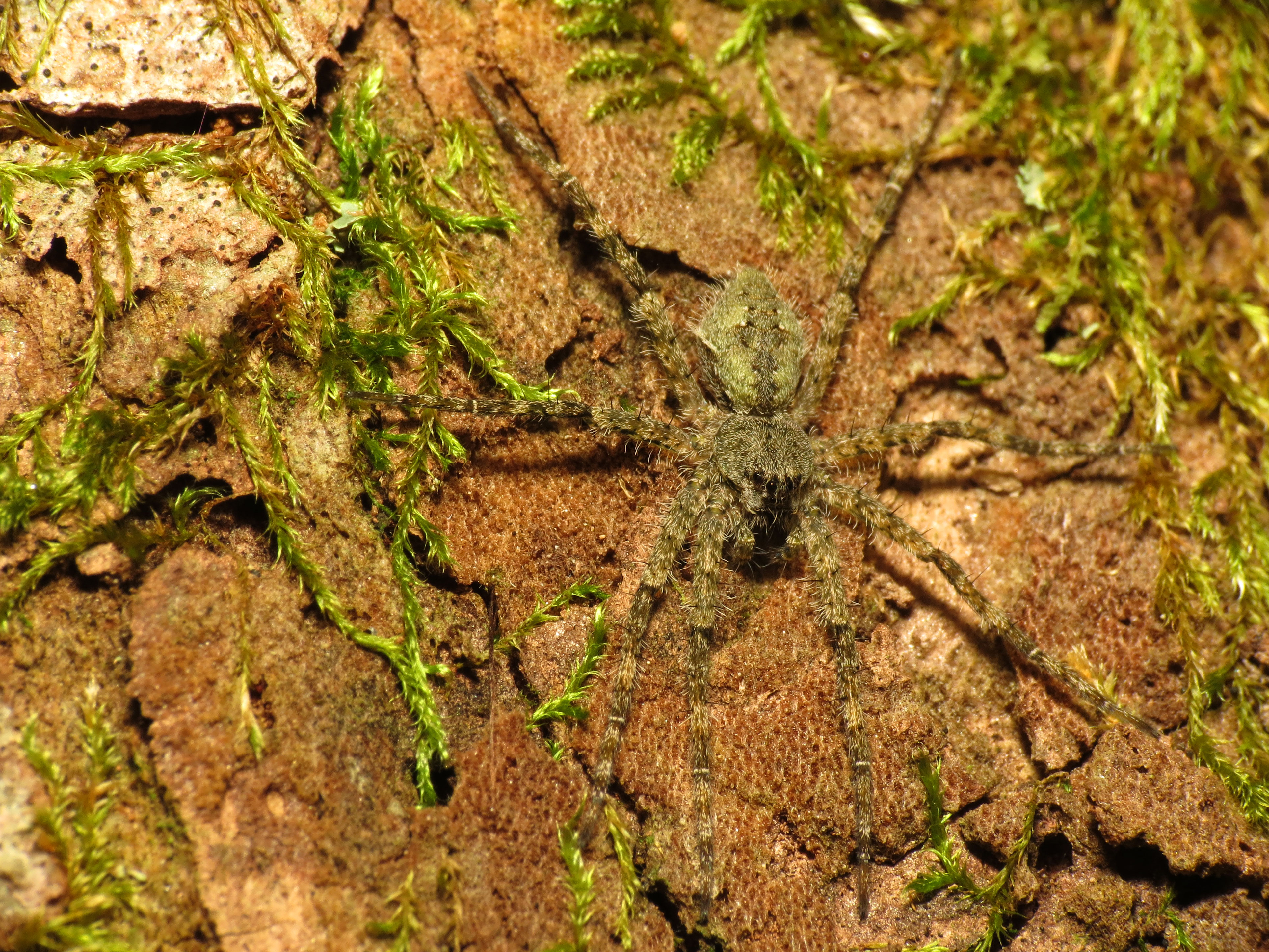
Dolomedes albineus

### Diagnose
Cette espèce se reconnait à la partie céphalique marquée et élevée de la carapace et à la coloration du corps. La plupart des adultes possèdent une bande transversale proéminente de soies blanches sur le clypéus. Cette araignée gris blanchâtre est d'un gris plus foncé dans la région céphalique et présente un aspect général poilu en raison des longues soies incurvées qui s'étendent sur le bord du corps et des pattes.

### Description détaillée
Les femelles mesurent de 20 à 28 mm.

## Éthologie
Cette espèce est considérée comme un prédateur opportuniste de nombreux organismes qui partagent son habitats et sa prédation sur un Anole vert, Anolis carolinensis, a été observée.

## Systématique et taxinomie
Cette espèce a été décrite par Hentz en 1845.
Micrommata pinicola et Teippus lamprus ont été placées en synonymie par Carico en 1973.

## Publication originale
- Hentz, 1845 : « Descriptions and figures of the araneides of the United States. » Boston Journal of Natural History, vol. 5, p. 189-202 (texte intégral).